# Ricostruzione interna
In linguistica storica, la ricostruzione interna è un metodo che permette, attraverso un confronto sistematico tra elementi di una lingua, di risalire a fasi precedenti di quella stessa lingua. Questo metodo si fonda sul fatto che una lingua è una struttura complessa a più livelli: fonologico, morfologico, sintattico, semantico. Nel momento in cui avviene, un cambiamento a un livello, per esempio quello fonologico, può influire anche su un altro livello, per esempio quello morfologico, creando irregolarità. Comparando le forme regolari con quelle irregolari si possono determinare quali siano le forme più antiche di quella lingua.
Un esempio di applicazione del metodo della ricostruzione interna è il tentativo di ricostruire le radici dell'indoeuropeo; è però possibile che un mutamento linguistico crei amalgami completi, tanto da non rendere possibile la separazione dei morfemi. La mancata distinzione morfologica in forme alternanti, con la perdita dei necessari elementi, crea ostacoli per l'applicabilità del metodo.